# TUI Group
TUI Group (англ. Touristic Union International нем. Touristik Union International) — немецкая туристическая компания. Штаб-квартира расположена в Ганновере, Нижняя Саксония, Германия. До 2002 года компания занималась промышленностью и транспортировкой и называлась Preussag. В середине 1990-х годов было принято решение об изменении направления деятельности на туризм и судоходство. Компания продала многие из своих промышленных концернов и приобрела несколько крупных туристических и транспортных компаний.

## История
Touristik Union International (TUI, Международный туристический союз) был создан 1 декабря 1968 года объединением четырёх туроператоров Германии. Старейший из них, Dr. Tigges-Fahrten, был основан в 1928 году и специализировался на турах на Мальорку; второй, Touropa, начал работу в 1948 году, организуя круизы по Средиземноморью; ещё два турагентства были основаны в 1953 году. В 1969 году количество клиентов TUI повысило 1 млн. В 1970 году к союзу присоединился крупнейший туроператор Германии, airtours international, в 1972 году — TransEuropa, в 1976 году — NUR Touristik. Также в 1970-х годах были куплены испанские сети отелей Iberotel и RIU и основаны собственные сети — Robinson Hotel и Grecotel. В 1971 году TUI совместно с авиакомпанией Lufthansa и железнодорожным оператором Deutsche Bundesbahn создали автоматическую систему бронирования билетов START. В конце 1980-х годов TUI начала предлагать туры на Кубу, в Доминиканскую Республику и Турцию. К 1990 году TUI была крупнейшим туроператором Европы, количество клиентов превышало 3 млн, выручка — 5 млрд дойчемарок. В середине 1990-х годов были открыты филиалы в Бельгии, Нидерландах, Австрии и Швейцарии. В 1997 году промышленный конгломерат Preussag приобрёл транспортную компанию Hapag-Lloyd, которая была одним из акционеров TUI, а к 1999 году выкупил все 100 % акций TUI.
В 2000 году был куплен британский туроператор Thomson Travel Group. В 2002 году Preusag завершил продажу промышленных активов и сменил название на TUI AG. В 2007 году операции в Великобритании были расширены покупкой компании First Choice, после этого была создана британская компания TUI Travel, в которой TUI AG принадлежало 56 % акций, а остальные акции котировались на Лондонской фондовой бирже. В 2008 году крупный пакет акций TUI Travel приобрёл российский бизнесмен Алексей Мордашов; это было связано с планами развития британского туроператора в Россию, а также Китай и Индию. В 2009 году был продан контрольный пакет акций транспортной компании Hapag-Lloyd, TUI осталась её миноритарным акционером. В 2014 году TUI AG и TUI Travel были объединены в TUI Group с листингом на фондовых биржах Франкфурта и Лондона.

## Собственники и руководство
По состоянию на сентябрь 2020 года, крупнейшим акционером TUI была зарегистрированная на Кипре фирма Алексея Мордашова Unifirm Ltd. Доля акций компании составляла 24,9 %. При рыночной капитализации TUI 2 декабря 2020 года €2,8 млрд рыночная стоимость этого пакета превышала €707 млн.
По данным на сентябрь 2022 года Unifirm Ltd. принадлежало 27,2 % акций, «Севергрупп» (также контролируемой Мордашовым) — 3,8 %, Rui Hotels — 2,2 %, институциональным инвесторам — 26,1 %, частным инвесторам — 40,7 %.
- Дитер Цетше (Dr Dieter Zetsche) — председатель наблюдательного совета.
- Себастьян Эбель (Sebastian Ebel, род. 11 марта 1963 года) — главный исполнительный директор с октября 2022 года.

## Деятельность
Подразделения по состоянию на 2022 год:
- Holiday Experiences — организация отдыха, включает:
  - Hotels & Resorts — сеть отелей, насчитывающая 353 отеля на 275 тыс. мест, по числу мест основными регионами являются Карибский регион (30 %), север Африки (22 %), восточное Средиземноморье (21 %), западное Средиземноморье (20 %); от числа отелей 38 % находились в собственности группы, 53 % — под её управлением, остальные арендованы или на правах франчайзинга. Основные сети: Riu (98 отелей), Blue Diamond (34 отеля), Robinson (26 отелей), а также TUI Blue, TUI Magic Life и TUI Suneo; 5 % выручки;
  - Cruises — круизы; флот компании насчитывает 16 круизных лайнеров, в подразделение входят совместное предприятие TUI Cruises (партнёр — американская компания Royal Caribbean Cruises), работающее под брендами Mein Schiff и Hapag-Lloyd Cruises, а также дочерняя компания Marella Cruises, работающая на британском рынке; 2 % выручки;
  - TUI Musement — различные услуги как клиентам, так и другим компаниям, включая продажу билетов, организацию экскурсий и др.; 3 % выручки;
- Markets & Airlines — работа турагентств и авиакомпаний, включает три региона:
  - Северный — Великобритания, Ирландия и страны Скандинавии, 38 % выручки;
  - Центральный — Германия, Австрия, Польша и Швейцария, 35 % выручки;
  - Западный — Бельгия, Нидерланды и Франция, 16 % выручки.

Основными рынками для компании являются Великобритания (37 % выручки), Германия (28 %), Испания (1 %), остальная Европа (32 %), Америка (2 %).

### Авиакомпании
Группа TUI включает в себя пять собственных авиакомпаний, эксплуатирующих 145 средне- и дальнемагистральных самолётов, в том числе имеющих самый большой флот последних Boeing 787 Dreamliner. Авиакомпании TUIfly, TUI Airways, TUIfly Nordic, TUI Airlines Belgium и TUI Airlines Nederlands обслуживают более 180 направлений по всему миру. До начала 2014 под флагом TUI выполняла полёты «Когалымавиа».

### TUI Россия и СНГ
TUI Россия и СНГ — совместное предприятие ведущей международной туристической компании TUI Travel Plc и российской инвестиционной компании S-Group Capital Management, входящей в холдинг под руководством Алексея Мордашова, генерального директора и главного акционера ПАО «Северсталь». Компания создана 15 апреля 2009 года на базе российских туроператоров VKO Group, Mostravel и украинского «Вояж Киев».
Компания обслуживала в год более 1 млн туристов и включала свыше 600 агентств (собственных и франчайзинговых). Компания работала по массовым туристическим направлениям, включая Турцию, Египет, Испанию, Чехию, Италию, Хорватию, Черногорию, Кипр, ОАЭ, Таиланд, Индию и др.
В ноябре 2013 года TUI Russia & CIS приобрела активы украинского туроператора Turtess Travel.
В 2020 году, в связи со сложившейся ситуацией в мире, вызванной пандемией коронавируса COVID-19 и рекомендациями Ростуризма, туроператор «TUI Россия» был вынужден аннулировать все забронированные у компании туры за границу с вылетами с 20 марта по 30 апреля.
В 2022 году TUI Россия объявил о смене названия на Fun&Sun Travel.